# شیلا (بازیگر هندی)
شیلا (انگلیسی: Sheela؛ زادهٔ ۲۴ مارس ۱۹۴۵) هنرپیشه، کارگردان فیلم و فیلم‌نامه‌نویس اهل هند است.
از فیلم‌ها یا برنامه‌های تلویزیونی که وی در آن نقش داشته‌است می‌توان به اولین درس، خوشبختی، میگو و تجربیات ناقص است اشاره کرد.
وی همچنین برندهٔ جوایزی همچون جایزه فیلم‌فیر جنوب شده‌است.